# Consejo de Galicia

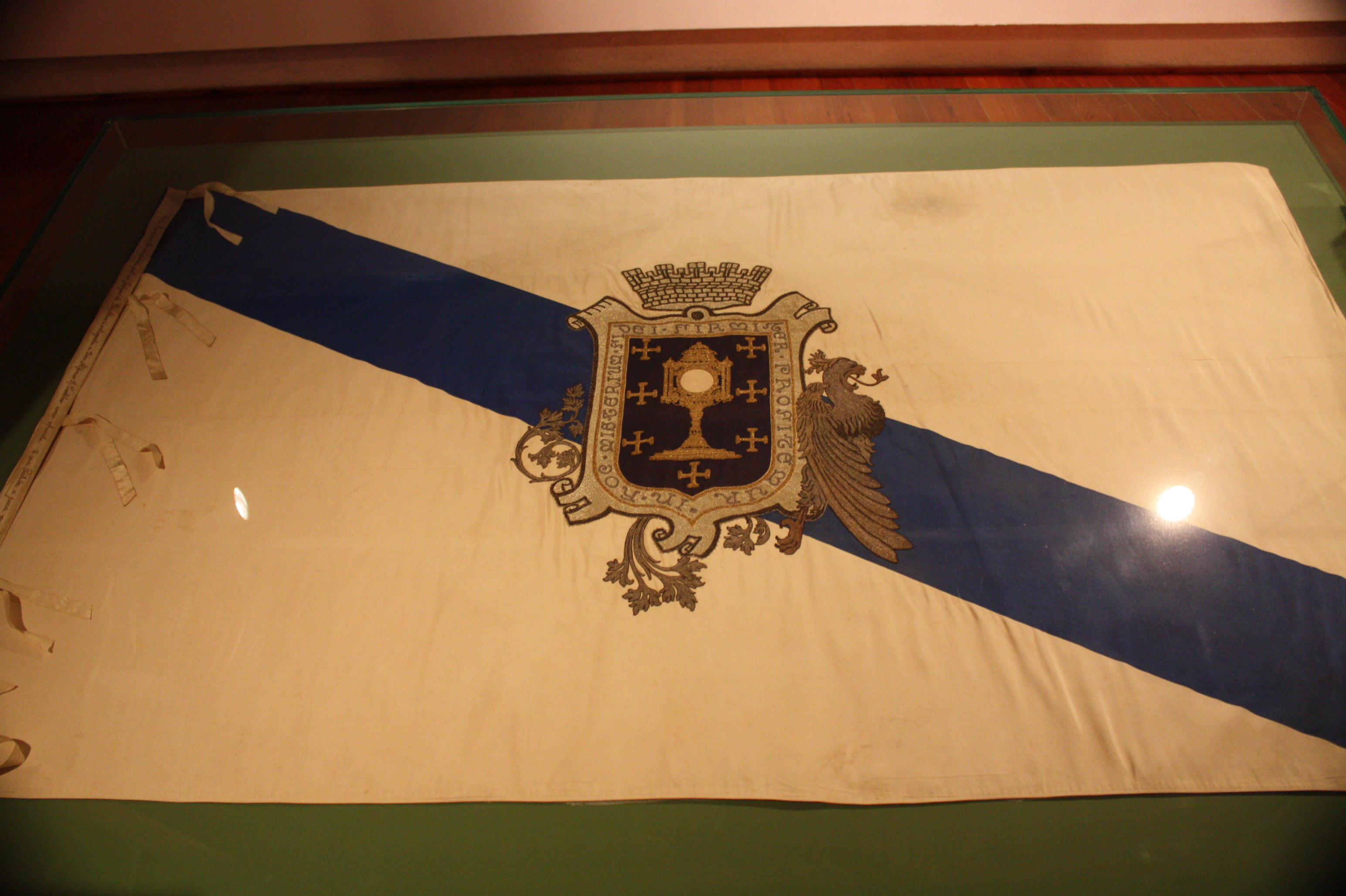
Bandera del Consello de Galiza, Real Academia Galega.

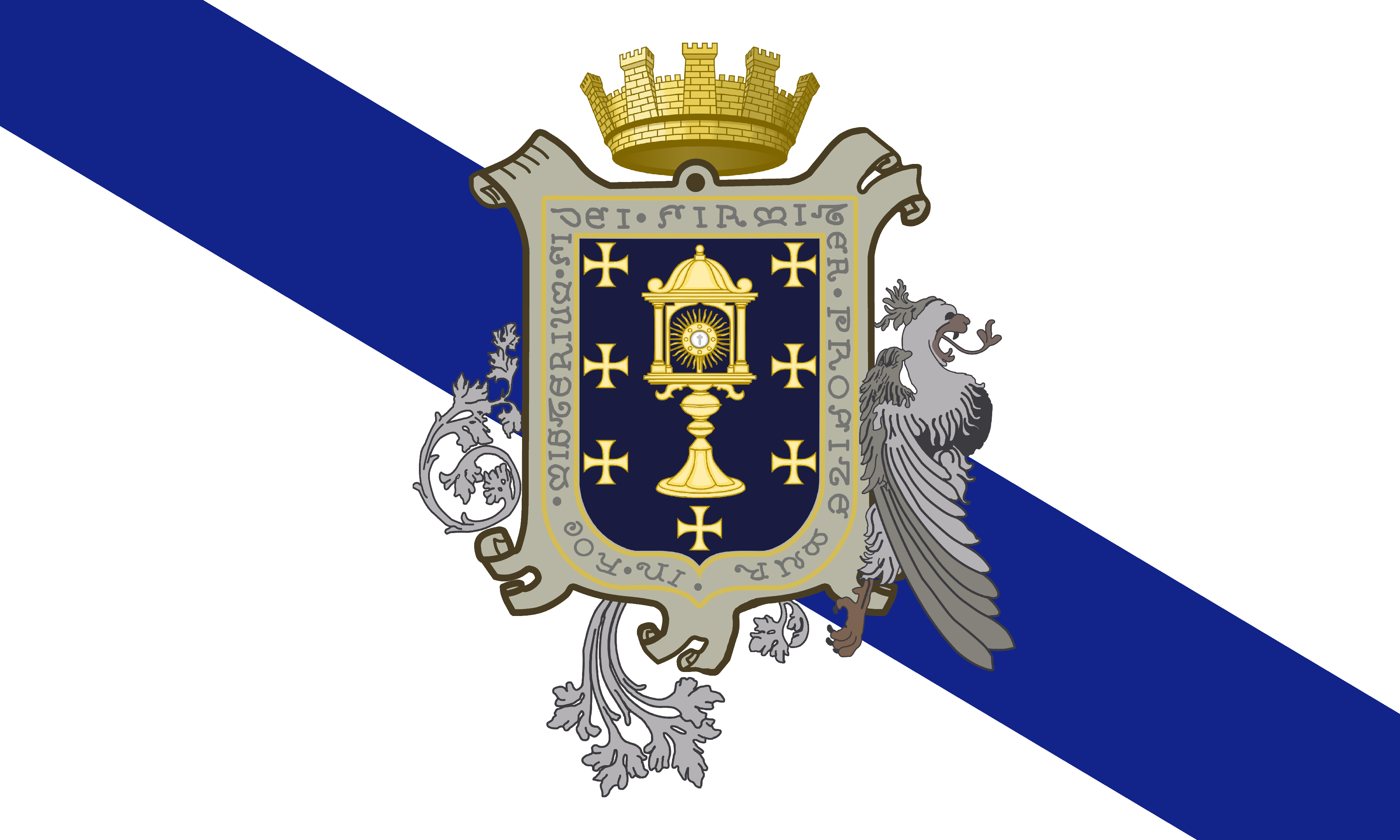
Bandera digital del Consello de Galiza

El Consejo Nacional de Galicia, más conocido por su denominación en gallego, Consello de Galiza, fue una entidad política gallega que se creó el 15 de noviembre de 1944 en Montevideo (Uruguay) y se constituyó formalmente en Buenos Aires (Argentina), el 8 de diciembre de 1944. Pretendía aglutinar a los diputados gallegos, galleguistas y republicanos, por encima de partidos políticos, para dotar de un órgano político a Galicia en el exilio. Basaba su legitimidad en el resultado positivo del plebiscito de aprobación del Estatuto de Autonomía de Galicia, aprobado poco antes del estallido de la Guerra Civil.
La iniciativa de la constitución del Consello de Galiza fue de Castelao, a sugerencia de José Antonio Aguirre, el lehendakari vasco en el exilio, para revitalizar Galeuzca, un pacto entre las tres regiones españolas que habían aprobado su estatuto de autonomía, para defender la idea de una España confederal dentro de las instituciones de la República Española en el exilio. Su primer presidente fue el propio Castelao y estaba formada además, en un primer momento, por los también diputados Antonio Alonso Ríos, Ramón Suárez Picallo y Elpidio Villaverde. Posteriormente se integró Alfredo Somoza. Tras la muerte de Castelao en 1950, Antonio Alonso Ríos fue elegido presidente del Consello.